# Langelurillus spinosus
Langelurillus spinosus är en spindelart som beskrevs av Maciej Próchniewicz 1994. Langelurillus spinosus ingår i släktet Langelurillus och familjen hoppspindlar. Inga underarter finns listade i Catalogue of Life.